# Стара Паньшина
Стара Па́ньшина (рос. Старая Паньшина) — присілок у складі Горноуральського міського округу Свердловської області.
Населення — 165 осіб (2010, 210 у 2002).
Національний склад станом на 2002 рік: росіяни — 100 %.